# Roy Williams (football américain, 1981)
Pour les articles homonymes, voir Roy Williams.
(en) Statistiques sur pro-football-reference
Roy Eugene Williams, Jr., né le 20 décembre 1981 à Odessa (Texas), est un joueur professionnel américain de football américain qui a évolué au poste de wide receiver dans la National Football League (NFL) pendant huit saisons.
Joueur universitaire pendant quatre saisons chez les Longhorns du Texas dans la NCAA Division I FBS, il est sélectionné lors de la draft 2004 par la franchise des Lions de Détroit  où il reste jusqu'en 2008. Il joue ensuite pour les Cowboys de Dallas (2008-2010) et les Bears de Chicago (2011).

## Biographie

### Carrière universitaire
Étudiant à l'Université du Texas à Austin, il joue avec les Longhorns de l'université du Texas.
Cumulant 241 réceptions, 3 866 yards et 36 touchdowns à sa sortie de l'université, il se classe deuxième des receveurs de la Big 12 Conference. Il est un des joueurs le plus décoré de l'histoire des Longhorns. Surnommé « La légende » (The Legend), il quitte Texas en tant que leader historique de son université au nombre de réceptions réussies, au nombre de yards gagnés et au nombre de touchdowns inscrits en réception.
Après avoir été désigné meilleur joueur freshman offensif de la saison 2000, il est sélectionné dans l'équipe type de la Big12 à deux reprises (2001 et 2002) et une fois dans la deuxième équipe en 2003. Il est également sélectionné dans la 3e équipe0 All-American en 2003. Demi finaliste 2002 et 2003 au Fred Biletnikoff Award, il est désigné MVP du Cotton Bowl 2003 qu'il remporte 35-20 contre les Tigers de LSU.
En 2013, il est intronisé au Texas Hall of Honor.

### Carrière professionnelle

#### Draft
Williams est sélectionné en 7e choix global lors du premier tour de la draft 2004 de la NFL par la franchise des Lions de Détroit. Beaucoup d'experts estiment que cette acquisition est une bonne opportunité car va permettre d'associer Williams, d'une part avec Charles Rogers, autre wide receiver choisi au premier round de la draft précédente, et d'autre part avec le jeune running back Kevin Jones.

#### Lions de Détroit
En 2004, Williams devient le seul receveur principal de l'équipe à la suite de la blessure de Charles Rogers. Il établit le record de la franchise pour un wide receiver rookie puisqu'il totalise 54 réceptions pour un gain de 817 yards et 8 touchdowns en 12 matchs malgré une blessure à la cheville subie vers la mi saison.
Lors de la draft suivante, les Lions sélectionnent en 10e choix du premier tour, un nouveau receveur, Mike Williams, ce qui les empêche de combler leurs autres manques notamment défensifs. Williams termine la saison meilleur receveur de son équipe au nombre de yards gagnés en réception (687), au nombre moyen de yards gagnés par réception (15,3) et deuxième au nombre de réceptions (45).
Roy Williams a une année productive en 2006, puisqu'il totalise 1 310 yards gagnés en réception (le 3e meilleur total de la saison NFL à égalité avec Reggie Wayne des Colts), sept touchdowns et une moyenne de 16 yards gagnés par réception. Avec un autre receveur de son équipe, Mike Furrey, ils constituent le duo le plus prolifique de la National Football Conference (NFC) avec 178 réceptions. Ses performances lui valent d'être sélectionné pour le Pro Bowl au terme de la saison. IL est ainsi le premier receveur des Lions à joueur un Pro Bowl depuis Herman Moore (en) en 1998. Williams se voit décerner le titre de 2007 du Good Guy Award des Lions de Détroit décerné par la Pro Football Writers Association (en)  au joueur d'une franchise qui a fait preuve de considération et de coopération avec les médias à tout moment au cours de la saison.

#### Cowboys de Dallas
Les Cowboys de Dallas qui essayaient de transférer Williams depuis deux saisons arrivent finalement à un accord avec les Lions le 14 octobre 2008. Ils l'échangent en échange pour les choix de premier (#20-Brandon Pettigrew), troisième (#82-Derrick Williams (en)) et sixième tour (#192-Aaron Brown (en)) de la draft 2009 de la NFL (les Cowboys reçoivent également un choix de septième tour de la draft 2010 des Lions qu'ils utiliseront pour acquérir Vance Walker (en)). Il y signe un contrat de six ans pour un montant de 54 millions de $ dont 26 garantis
Williams devient une deuxième option pour le poste de wide receiver des Cowboys, jouant à l'opposé de Terrell Owens. Il n'a pas l'impact immédiat espéré ne réussissant que 19 réceptions et n'inscrivant qu'un touchdown même si ce manque de résultat est imputé d'une part, aux effets persistants d'une entorse de Lisfranc et d'autre part, à sa méconnaissance du système offensif des Cowboys lesquels jouent avec deux quarterbacks.
En 2009, après qu'Owens ait été libéré, Dallas espère que Williams va devenir le leader de leurs wide receivers mais lors du match contre les Chiefs, Miles Austin remplace William blessé et inscrit deux touchdown tout en réussissant 10 réceptions pour un gain de 250 yards, battant de ce fait le record de la franchise du plus grand nombre de yards gagnés en réception sur un match détenu par Bob Hayes en 1966 (246 yards). Williams est relégué dans un rôle de deuxième receveur pour le reste de la saison même s'il aide les Cowboys à remporter leur premier match de phase finale depuis 1996 en effectuant cinq réceptions pour un gain de 59 yards incluant plusieurs cruciaux 3e down en première mi-temps.
En 2010, les Cowboys sélectionnent le future Pro Bowler Dez Bryant lors du premier tour, mais Williams conserve son rôle de titulaire aux côtés d'Austin. Son début de saison est bon puisque lors des cinq premiers matchs il totalise 21 réceptions, 306 yards et 5 touchdowns. Sa production décline ensuite puisque lors des 10 derniers matchs il ne totalisera que 16 réceptions, 224 yards sans inscrire de  touchdown alors que Bryant obtient un rôle de plus en plus important au sein de l'escouade des receveurs. Son meilleur match de la saison aura été celui contre Houston où il réalise 5/6 réceptions pour un gain de 117 yards et deux touchdowns.
Son passage chez les Cowboys est une déception puisqu'en fin de saison 2010, il compte un total de 99 réceptions et 13 touchdowns (dont 11 en red zone (en). Il est libéré le 28 juillet 2011.

#### Bears de Chicago
En 2011, un jour après avoir été libéré par les Cowboys, Williams signe un contrat d'un an avec les Bears de Chicago pour un montant de 2,46 millions de $, rejoignant son coordinateur offensif Mike Martz, qui occupait le même poste chez les Lions lors de la saison 2006. Il totalise sur la saison 37 réceptions pour un gain cumulé de 507 yards et 2 touchdowns, son meilleur match ayant été celui de la nuit de Noël contre les Packers où il effectue 6 réceptions pour 81 yards.

#### Retraite
Williams annonce qu'il prend sa retraite de la NFL sur sa page Facebook le 8 septembre 2012.

## Statistiques
| Année      | Équipe            | MJ  |     | Passes réceptionnées | Passes réceptionnées | Passes réceptionnées | Passes réceptionnées |       | Courses | Courses | Courses | Courses |  | Fumbles | Fumbles |
| Année      | Équipe            | MJ  | Nb. | Yards                | Moy.                 | TD                   | Nb.                  | Yards | Moy.    | TD      | Nb.     | Perdus  |  |         |         |
| 2004       | Lions de Détroit  | 14  | 54  | 817                  | 15,1                 | 8                    | 1                    | 1     | 1,0     | 0       | 1       | 1       |  |         |         |
| 2005       | Lions de Détroit  | 13  | 45  | 687                  | 15,3                 | 8                    | 0                    | 0     | 0,0     | 0       | 0       | 0       |  |         |         |
| 2006       | Lions de Détroit  | 16  | 82  | 1310                 | 16,0                 | 7                    | 2                    | 2     | 1,0     | 0       | 2       | 2       |  |         |         |
| 2007       | Lions de Détroit  | 12  | 64  | 838                  | 13,1                 | 5                    | 2                    | 1     | 0,5     | 0       | 2       | 1       |  |         |         |
| 2008       | Lions de Détroit  | 5   | 17  | 232                  | 13,6                 | 1                    | 0                    | 0     | 0,0     | 0       | 0       | 0       |  |         |         |
| 2008       | Cowboys de Dallas | 10  | 19  | 198                  | 10,4                 | 1                    | 1                    | 13    | 13,0    | 0       | 0       |         |  |         |         |
| 2009       | Cowboys de Dallas | 15  | 38  | 595                  | 15,7                 | 7                    | 0                    | 0     | 0,0     | 0       | 1       | 1       |  |         |         |
| 2010       | Cowboys de Dallas | 15  | 37  | 530                  | 14,3                 | 5                    | 0                    | 0     | 0,0     | 0       | 3       | 2       |  |         |         |
| 2011       | Bears de Chicago  | 15  | 37  | 507                  | 13,7                 | 2                    | 0                    | 0     | 0,0     | 0       | 0       | 0       |  |         |         |
| Totaux NFL | Totaux NFL        | 115 | 393 | 5515                 | 14,5                 | 44                   | 6                    | 17    | 2?8     | 0       | 9       | 7       |  |         |         |

| Année | Équipe            | MJ |     | Passes réceptionnées | Passes réceptionnées | Passes réceptionnées | Passes réceptionnées |       | Courses | Courses | Courses | Courses |  | Fumbles | Fumbles |
| Année | Équipe            | MJ | Nb. | Yards                | Moy.                 | TD                   | Nb.                  | Yards | Moy.    | TD      | Nb.     | Perdus  |  |         |         |
| 2009  | Cowboys de Dallas | 2  | 5   | 59                   | 11,8                 | 0                    | 0                    | 0     | 0,0     | 0       | 0       | 0       |  |         |         |

## Vie privée
Roy a joué un petit rôle dans le film Friday Night Lights réalisé par Peter Berg en 2004.